# Чемпіонат Європи з футболу серед жінок 1991
Чемпіонат Європи з футболу серед жінок 1991 — четвертий чемпіонат Європи з футболу серед жінок, що проходив з 1989 по 1990 роки (з кваліфікаційним раундом). Фінальна частина проходила в Данії. Чемпіонський титул вдруге завоювала збірна Німеччини, яка обіграла у фіналі збірну Норвегії з рахунком 3-1 (в додатковий час). У кваліфікації брало участь 18 команд, що було достатньо, щоб зробити чемпіонат повністю офіційним, так що назва була змінена на чемпіонат Європи серед жінок (раніше турнір називався змаганням з футболу серед жінок (англ. European Competition for Women's Football)).

## Результати

### Півфінали
| 10 липня1991 |

| Норвегія | 0–0 (дч) (8–7 пен. ) | Данія |
| -------- | -------------------- | ----- |
|          |                      |       |

| «Йоррінг», Йоррінг Глядачів: 4,850 Арбітр: Любе Спассов (Болгарія) |

| 11 липня 1991 |

| Німеччина | 3–0      | Італія |
| --------- | -------- | ------ |
|           | Протокол |        |

| «Фредеріксгавн», Фредеріксгавн Глядачів: 3,000 |

### Матч за третє місце
| 14 липня 1991 12:15 |

| Данія | 2–1 (дч) | Італія |
| ----- | -------- | ------ |
|       | Протокол |        |

| «Ольборг», Ольборг Глядачів: 3,100 |

### Фінал
| 14 липня 1991 |

| Німеччина | 3–1 (дч) | Норвегія |
| --------- | -------- | -------- |
|           |          |          |

| «Ольборг», Ольборг Глядачів: 3,100 |